# Lionel Jospin

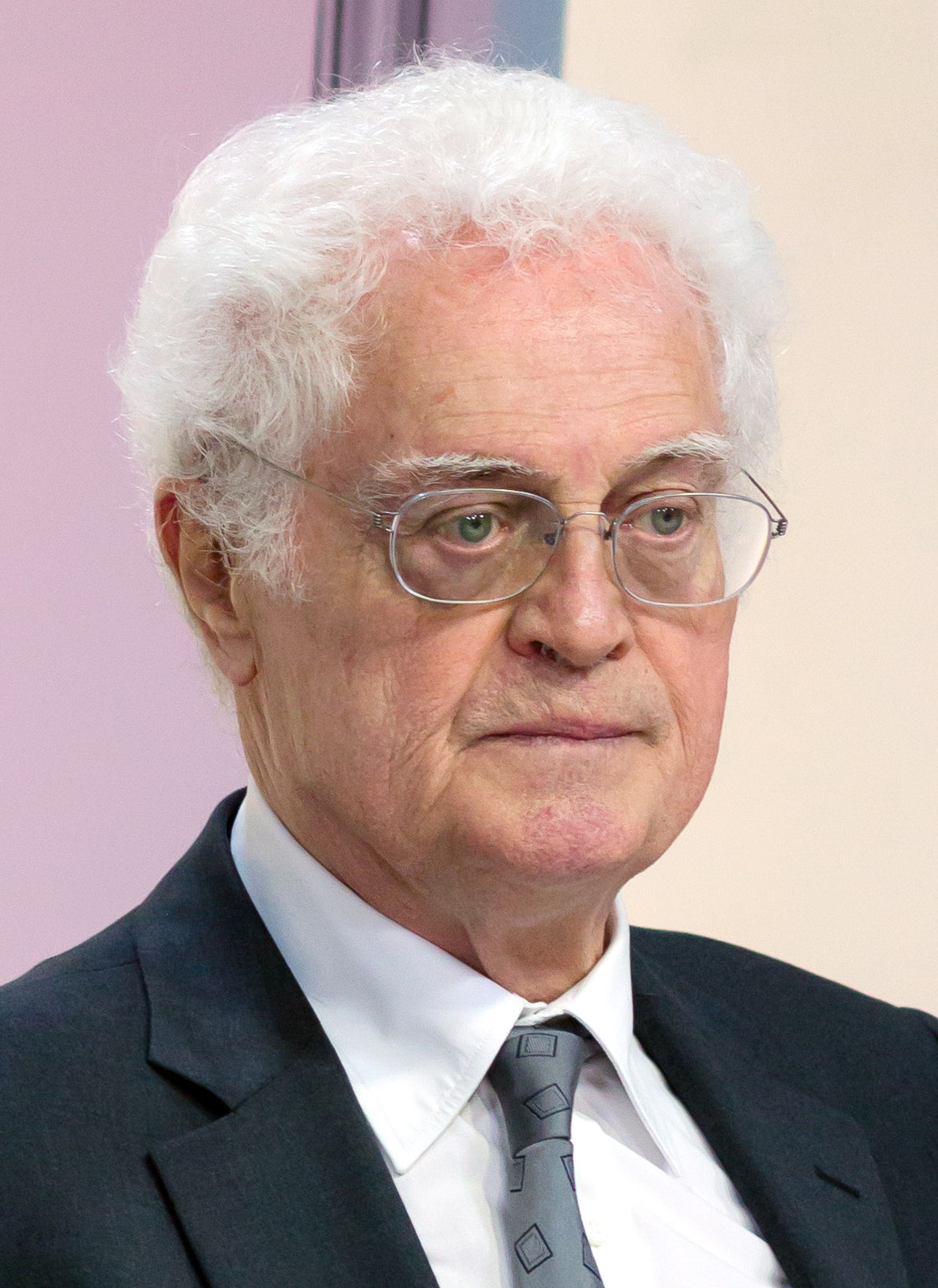
Lionel Jospin, 2014

Lionel Jospin [ljɔˌnɛl ʒɔsˈpɛ̃] (* 12. Juli 1937 in Meudon, Département Seine-et-Oise, heute Département Hauts-de-Seine) ist ein französischer Politiker der Sozialistischen Partei (Parti socialiste). Er war während der dritten Cohabitation von 1997 bis 2002 Premierminister der Fünften Republik unter dem Staatspräsidenten Jacques Chirac.

## Leben

### Herkunft und Familie
Jospin wurde am 12. Juli 1937 als zweites von vier Kindern in Meudon, einem südwestlichen Vorort von Paris, geboren. Er stammt aus einer protestantischen Familie mit politisch linker Orientierung. Sein Vater Robert Jospin, ein Pazifist, Professor für Philosophie und später Leiter einer Schule für schwer erziehbare Jugendliche, war vor der deutschen Besatzung aktives Mitglied der sozialistischen Partei SFIO (Section française de l’Internationale ouvrière), der Vorgängerpartei der Sozialistischen Partei (Parti socialiste) und wurde wegen seiner ambivalenten Haltung zu Vichy erst zehn Jahre nach der Befreiung wieder in die SFIO aufgenommen. Seine Mutter Mireille Dandieu (verheiratete Jospin) war nacheinander Hebamme, Krankenschwester und Fürsorgerin.
Jospin hat drei Kinder aus zwei Ehen.

### Ausbildung und Werdegang
Von 1956 bis 1959 studierte er Politologie am Institut d’études politiques de Paris. 1961 schaffte er den Aufnahmewettbewerb an der Verwaltungshochschule ENA (École nationale d'administration), einer weiteren Grande école. Unmittelbar nach Erhalt des Aufnahmebescheids leistete er den Wehrdienst ab, mit Ausbildung in Trier und an der Reserveoffizierschule in Saumur.
1963 nahm er das Studium an der ENA auf, im Jahrgang Stendhal (Promotion Stendhal), dem auch Jean-Pierre Chevènement und Jacques Toubon angehörten. Sein Praktikum leistete er an der Präfektur Bourges, das Betriebspraktikum in Bergbaubetrieben in den Departements Nord und Pas-de-Calais.
Nach dem ENA-Abschluss wurde Jospin Legationsrat beim Außenministerium in der Abteilung für wirtschaftliche Angelegenheiten.
Im Oktober 1970 ließ sich Jospin vom Außenministerium beurlauben, um eine Professur für Wirtschaft an der Universität Paris XI zu übernehmen. Später wurde er Leiter des dortigen Institut Universitaire de Technologie (IUT), eine Position, die er bis zum Einzug in die Nationalversammlung Mitte 1981 innehatte.
Nach dem Parteitag von Epinay (11. bis 13. Juni 1971) trat er in die Sozialistische Partei (PS) ein.
1981 wurde Jospin als Nachfolger von François Mitterrand Vorsitzender (Premier secrétaire) der Sozialistischen Partei. Von 1984 bis 1988 gehörte er als gewählter Abgeordneter dem  Europäischen Parlament an.

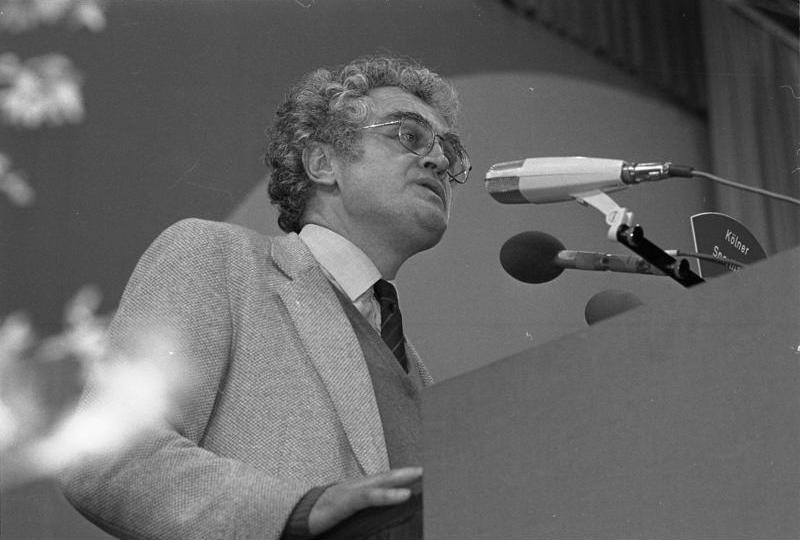
Lionel Jospin im Bundestagswahlkampf 1983 für die SPD

1988 wurde Jospin Bildungsminister im Kabinett Rocard I. Er hatte dieses Amt auch im Kabinett Rocard II und im Kabinett Cresson (Mai 1991 bis April 1992) inne.
Er reformierte die Lehrerausbildung und gestaltete die Hochschullandschaft neu. Der Protest der Gymnasien von 1990 schwächte ihn allerdings. Seine Rivalität mit Laurent Fabius, die sich auf dem PS-Parteitag 1990 in Rennes verschärft hatte, entzweite die PS. Jospin wandte sich von Mitterrand ab; im Kabinett Bérégovoy erhielt er kein Ministeramt mehr. Nach seiner Niederlage bei der Parlamentswahl 1993 legte er alle Funktionen innerhalb der PS nieder und dachte über einen Rückzug aus der Politik nach, vor allem indem er einen Posten als Botschafter einforderte, wogegen sich jedoch der damalige Außenminister Alain Juppé stellte.
1995 meldete er sich nach dem Verzicht von Jacques Delors auf eine Präsidentschaftskandidatur zurück und behauptete sich gegen den Parteivorsitzenden Henri Emmanuelli als Präsidentschaftskandidat der Sozialisten. Obwohl er schon als Verlierer gehandelt wurde, schaffte er die Überraschung und setzte sich in der ersten Runde an die Spitze vor die Rivalen des RPR Jacques Chirac und Édouard Balladur und erreichte in der zweiten Runde ein akzeptables Ergebnis (47,4 gegenüber 52,6 % für Jacques Chirac). Jospin wurde so wieder Parteivorsitzender und führte die Opposition. Er verbündete sich mit der Kommunistischen Partei, den Grünen, den Linksliberalen (Mouvement des Radicaux de Gauche) und der Bürgerbewegung (Mouvement des citoyens), um eine pluralistische Linke ("Gauche plurielle") zu schaffen, die sich in den Parlamentswahlen von 1997 nach der Parlamentsauflösung vom 21. April 1997 durch den Präsidenten Chirac durchsetzte.

### Premierminister
Mit der Ernennung Jospins zum Premierminister durch den zum bürgerlichen Lager gehörenden Staatspräsidenten Jacques Chirac am 2. Juni 1997 begann die dritte sogenannte Cohabitation.
Der als rigide geltende Jospin formte eine Regierung um einen Kern von Vertrauten wie Dominique Strauss-Kahn (Wirtschaft und Finanzen), Claude Allègre (Bildung und Forschung) sowie Martine Aubry (Arbeit und Soziales). Aubry war es dann auch, die mit der 35-Stunden-Woche das wichtigste Wahlversprechen der Sozialisten einlöste. Obwohl Jospin hohes Ansehen genoss, musste er sich vom harten Kern seiner Regierung trennen: Strauss-Kahn kam einer Untersuchung in einem Justizskandal durch Rücktritt zuvor, Claude Allègre gab auf Druck der Erziehungsgewerkschaften das Bildungsministerium auf. Während der umfassenden Kabinettsumbildung im März 2000 holte Jospin schließlich doch die sogenannten Elefanten der Sozialistischen Partei in die Regierung, seinen Rivalen Laurent Fabius als Wirtschaftsminister und Jack Lang als Bildungsminister.
Im Juni 2001 sorgte Jospins Eingeständnis seiner trotzkistischen Vergangenheit für eine internationale Debatte. Das Ende der Amtszeit folgte aus dem Scheitern Jospins bei einem erneuten Anlauf zur Präsidentschaft. Am 21. April 2002 hatte Jospin erneut für das Präsidentenamt kandidiert, dabei jedoch im ersten Wahlgang hinter dem Amtsinhaber Jacques Chirac (19,9 %) und Jean-Marie Le Pen (17,9 %) mit 16,2 % der Wählerstimmen lediglich den dritten Platz erreicht. Da es gleich mehrere Kandidaten aus dem linken Lager gab und somit keiner ausreichend Stimmen im ersten Wahlgang auf sich vereinen konnte, erreichte erstmals seit 1969 kein Sozialist die Stichwahl. Es kam zu erheblichen Protesten gegen den rechtsextremen Kandidaten Le Pen, so dass Jacques Chirac schließlich mit überwältigender Mehrheit wiedergewählt wurde. Jospin trat daraufhin vom Amt des Premierministers zurück und gab seinen Abschied aus der aktiven Politik bekannt.

### Nach 2002
Obwohl er nach dem Scheitern bei der Präsidentschaftswahl seinen Ausstieg aus der Politik verkündet hatte, mischte Jospin sich doch immer wieder in die politische Debatte innerhalb und außerhalb der Sozialistischen Partei ein. Zum ersten Mal nach drei Jahren seit seinem Rückzug nahm er die Einladung des Senders France 2 zu der Sendung Question ouverte am 28. April 2005 an, um sein Ja zur Volksabstimmung über die Europäische Verfassung zu begründen.
2005 erschien sein Buch Die Welt wie ich sie sehe (Le monde comme je le vois), das eine polemische Abrechnung mit den Kritikern der europäischen Verfassung enthält und Spekulationen über eine neue Kandidatur auslöste. Am 26. November 2005 schränkte Jospin auf Radio Europe 1 jedoch ein, er werde im Hinblick auf die Präsidentschaft nicht Kandidat für die Kandidatur (candidat à la candidature) innerhalb der Parti socialiste sein und er habe sich im April 2002 endgültig aus der aktiven Politik zurückgezogen. Bei verschiedenen Gelegenheiten ließ er jedoch durchblicken, dass er bereit wäre, wenn die Sozialisten ihn fragen würden.

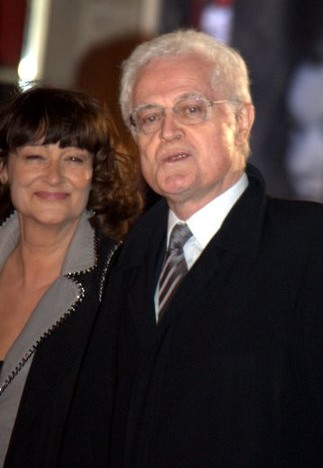
Jospin mit seiner Ehefrau Sylviane Agacinski bei der César-Verleihung 2011

Am 26. August 2006 meldete Jospin sich wieder zu Wort, äußert sich aber weiterhin nicht über eine mögliche Kandidatur. Am 4. September erklärte er, in der Lage zu sein, die Aufgabe des Staatschefs zu erfüllen, aber am 28. September wiederholte er, nicht Kandidat für die Kandidatur sein zu wollen.
Vor der am 16. November 2006 erfolgten Nominierung von Ségolène Royal (Regionalratspräsidentin von Poitou-Charentes) zur Präsidentschaftskandidatin der Sozialistischen Partei verweigerte er ihr die Unterstützung. Danach revidierte er seine Position in seinem persönlichen Weblog.
Im Dezember 2014 wurde Lionel Jospin vom Präsidenten der Nationalversammlung, Claude Bartolone, zum Mitglied des Conseil constitutionnel ernannt. Er absolvierte dort die verbleibende Amtszeit des verstorbenen Jacques Barrot bis zum Jahr 2019.

## Außerhalb der Politik
Jospin spielte sich selbst im Film Der Name der Leute, einem französischen Film von Michel Leclerc aus dem Jahre 2010.
In seinem 2014 erschienenen Buch Le mal napoléonien (Das napoleonische Übel) kritisiert er die „goldenen Legenden“ um Napoléon Bonaparte, die dessen Bild bis heute bei seinen Landsleuten bestimmten. In Wirklichkeit habe dieser im modernen Sinne ein totalitäres Regime mit Zensur und Propaganda geschaffen. Überdies hätten seine Feldzüge in ganz Europa für Frankreich nur negative Folgen gehabt. Sie hätten das Verhältnis zwischen den Franzosen und den anderen Nationen für Generationen vergiftet.

## Schriften
- Le temps de répondre, entretiens avec Alain Duhamel, 2002.
- Le monde comme je le vois, Paris 2005.
- L’impasse, Paris 2007.
- Lionel raconte Jospin. Entretiens avec Pierre Favier et Patrick Rotman, Paris 2010.
- Le mal napoléonien, Paris 2014.